# Viola Reggio Calabria 1982-1983
Questa voce raccoglie le informazioni riguardanti la Cestistica Piero Viola nelle competizioni ufficiali della stagione 1982-1983.

## Stagione
La Stagione 1982-1983 segna la prima storica promozione in Serie A2 per la società ottenuta con la vittoria dei play-off. La stagione segna anche il primo main sponsor della squadra Banca Popolare.

## Maglie
Le maglie della squadra presentano il nuovo sponsor principale Banca Popolare. La divisa di casa ha come colore principale il bianco con richiami nei bordi in arancione. La divisa di trasfera presenta come colore principale il nero con richiami nei bordi in arancione.

## Roster
Rosa della Viola Reggio Calabria per la stagione Serie B maschile 1982-1983.
| Nome                      | Nazionalità                                | Ruolo     | Nascita |
| ------------------------- | ------------------------------------------ | --------- | ------- |
| Massimo Bianchi           | Italia (bandiera)                          | playmaker | 1955    |
| Lucio Laganà              | Italia (bandiera)                          | guardia   | 1963    |
| Renzo Mescalchin          | Italia (bandiera)                          | ala       | 1963    |
| Mario Porto               | Italia (bandiera)                          | centro    | 1959    |
| Mark Campanaro            | Stati Uniti (bandiera) · Italia (bandiera) | guardia   | 1954    |
| Giuseppe Mallamace        | Italia (bandiera)                          | ala       | 1963    |
| Umberto Gira              | Italia (bandiera)                          | guardia   | 1959    |
| Valentino Battisti        | Italia (bandiera)                          | centro    | 1959    |
| Antonio Campiglio         | Italia (bandiera)                          | playmaker | 1960    |
| Alfredo Grasselli         | Italia (bandiera)                          | ala       | 1953    |
| All: Gianfranco Benvenuti | Italia (bandiera)                          | -         | 1932    |

## Risultati

### Serie B
La Cestistica Piero Viola verrà inserita nel girone B concludendo la Stagione Regolare al 1ºposto del suo raggruppamento ottenendo 23 vittorie e 7 sconfitte ed una differenza punti di +419 classificandosi per i Play-off.

### Play-off
Assieme alla 1ª e alla 2ª classificata del girone A rispettivamente Scaligera Basket Verona e 
Pallacanestro Pavia e alla 2ª classificata del girone B la Porto San Giorgio la Cestistica Piero Viola affronterà i play-off disputando per via del suo piazzamento in campionato la prima gara in casa contro la Pallacanestro Pavia 15 maggio del 1983 vincendo per 89-76.
La Promozione in Serie A2 arriva con la gara di ritorno a Pavia il 22 maggio 1983 con il risultato di 89-105.
 Partite Play-off
| Reggio Calabria 15 maggio 1983 Gara 1 | Cestistica Piero Viola | 89 – 76 | Pallacanestro Pavia |  |

| Pavia 22 maggio 1983 Gara 2 | Pallacanestro Pavia | 89 – 105 | Cestistica Piero Viola |  |